# Campionato russo di pallavolo maschile
Il campionato russo di pallavolo maschile è un insieme di tornei pallavolistici per squadre di club russe, istituiti dalla Federazione pallavolistica della Russia.

## Struttura
- Campionati nazionali professionistici:

Superliga: a due gironi, partecipano quattordici squadre.
- Campionati nazionali non professionistici:

Vysšaja Liga A: a girone unico, partecipano dodici squadre;
Vysšaja Liga B: a quattro gironi, partecipano ventisette squadre.